# Antão Martins de Chaves
Antão Martins de Chaves (Chaves, 1390/1400 – Roma, 6 luglio 1447) è stato un cardinale e vescovo cattolico portoghese.

## Biografia
Membro di una nobile famiglia portoghese, il 10 marzo 1423 fu nominato vescovo di Porto.
Fu inviato dal papa come legato a Costantinopoli con Pierre di Versailles e Nicola Cusano per invitare l'imperatore ed il patriarca al concilio che si stava svolgendo a Ferrara, al quale lui stesso partecipò da ottobre 1438 a luglio 1439.
Fu creato cardinale presbitero da papa Eugenio IV nel concistoro del 18 dicembre 1439 e ricevette il titolo cardinalizio di San Crisogono l'8 gennaio 1440 mantenendo la sede di Porto fino alla morte.
Ricevette in commenda la sede di Giovinazzo verso dicembre 1443. Fu arciprete della basilica di San Giovanni in Laterano nel 1444. Fece ampliare l'ospizio dei Portoghesi di Roma e contribuì alla costruzione della chiesa nazionale dei Portoghesi di Roma, la chiesa di Sant'Antonio. Partecipò al conclave del 1447, che elesse papa Niccolò V.
Morì a Roma il 6 luglio 1447; fu sepolto nella basilica di San Giovanni in Laterano.